# Hexatoma intrita
Hexatoma intrita är en tvåvingeart som beskrevs av Alexander 1943. Hexatoma intrita ingår i släktet Hexatoma och familjen småharkrankar. Inga underarter finns listade i Catalogue of Life.